# Літиня
Лі́тиня (англ. Litynia) — село в Україні, у Меденицькій селищній громаді, Дрогобицькому районі Львівської області.

## Шляхта
Літинські — належать до гербу Сас. Вперше з'яляються в 1415 році в особі Філя Дем'янчича з Літині, дрогобицького земського судді. Цього року, звинувачений дрогобицькими міщанами в плебейському походженні, Філь учинив вивід шляхетства. Свідками з батькового боку виступили Каленик і Пилип з Тустановичів, що вказує на спільне походження з Тустанівськими. Наступні згадки про Літинських датуються 1460-70-ми роками. Йдеться про братів Олеська, Лукфана, Грицька, Михалка та якогось Андрія, сина Стецька й внука Дробиша.

## Церква
Найдавніші згадки про літинську церкву зустрічаються в документах 1515 року. В 1670 році  польський король Михайло Корибут Вишневецький надав парафії привілеї. Існуюча дерев'яна церква збудована 1821 (1825) року, по другій світовій війні весь час діюча.
Церква стоїть у південно-західній частині села, при дорозі, між житловою забудовою. Будівля тризрубна, безверха, на бетонному фундаменті, опоясана внизу вузьким дашком. Бабинець і нава знаходяться в одному об'ємі, під спільним двосхилим дахом, гребінь якого вінчає сигнатурка, де висить невеликий дзвін. Посередині стін цього об'єму виділяється вертикальний брус для стійкості конструкції будівлі. До великого вівтаря, накритого трисхилим дахом, з півночі та півдня прибудовані ризниці. З вікна північної ризниці вивели димову трубу від опалення. Бабинець від заходу має маленький присінок. Практично усі стіни вертикально шальовані дошками з лиштвами. Шалювання внизу стіни вівтаря (біля ризниці) зігнило від постійного замокання. У літинській церкві замість карниза зроблені маленькі виступи прямокутної форми на однаковій відстані один від одного.
Праворуч від входу на церковне подвір'я розміщена дерев'яна одноярусна дзвіниця, накрита наметовим дахом. Внизу захищена «фартухом», стіни, як і в церкви, вертикально шальовані дошками з лиштвами.
На подвір'ї впадають у вічі три цікаві деталі: напроти входу до церкви стоїть скульптурна композиція в стилі «народного примітивізму» — у нижній частині зображено сцену хрещення Ісуса св. Іваном Хрестителем, у верхній — сцена смерті Ісуса на Хресті. В іншій частині подвір'я на постаменті показана Пресвята Богородиця з малим Ісусом на руках, у ніші постаменту — очевидно, священик або один зі святих.
Також біля церкви збереглися декілька символічних пам'ятних знаків, які традиційно забілили вапном. На найбільшому видно багато букв, зрозуміти можна деякі слова і дату «1855». На іншому (за вівтарем) чітко видно напис «МИХАІЛ МАЗУР», на сусідньому — «ТЕОДОР ПУШІЙ».

## Відомі постаті
- Галів Микола Михайлович — журналіст, громадський діяч, член ОУН.
- Копей Богдан Володимирович — доктор технічних наук, професор, завідувач кафедри морських нафтогазових технологій Івано-Франківського національного технічного університету нафти і газу (ІФНТУНГ).
- Ладиженський Микола Романович (1906–1975) — український геолог, член-кореспондент АН УРСР.
- Лепкий Іван Іванович — директор Дрогобицької гімназії ім. Богдана Лепкого Дрогобицької міської ради Львівської області, заслужений вчитель України.
- Лепкий Данило Хомич — письменник і етнограф.
- Лепкий Онуфрій Федорович — український філолог, публіцист, мовознавець, літературознавець, релігійний діяч.
- Лепкий Теодор — батько Сильвестра Лепкого (псевдонім Марко Мурава), дід Богдана та Левка Лепких.
- Франк Іван Миколайович (нар. 1947) — український графік, художник кераміки, педагог.
- Володимир Хиляк — український лемківський священик, письменник, публіцист, збирач фольклору. Був священиком у селі останні два роки свого життя. Похований на місцевому цвинтарі
- Яцків Петро Миколайович (1966—2015) — старший сержант Збройних сил України, учасник російсько-української війни.

## Поетично про село
```
 
Пісня про рідне село
```

```
 Слова: Іван Лепкий   Музика Віра Романюк
```

```
На світі багато чудових країв,

Що квітнуть в зеленім розмаю.

Та Літиню рідну, як диво із див,

Всім серцем до болю кохаю.
```

```
Приспів:

 Село моє, в лелечому краю,

 З доріг далеких я сюди вертаю.

 Вертаю в юність, молодість мою

 І кращого від тебе я не знаю.
```

```
Там в синіх озерах хмаринки пливуть,

Там в росах іскристих світанки,

Сади яблуневі так рясно цвітуть,

Пливуть над лугами серпанки.
```

```
Весну там на крилах лелеки несуть,

І лози шумлять над рікою,

А зорі у серпні, як маки, цвітуть,

Їх нам не забути з тобою.
```

```
На світі багато чудових країв,

Що квітнуть в зеленім розмаю.

Та Літиню рідну, як диво із див,

Всім серцем до болю кохаю.        /Дивись ноти до пісні у Посиланнях нижче/
```